# 기타구 (오카야마시)
기타구(일본어: 北区 기타쿠[*])는 2009년 4월 1일에 설치된 일본 오카야마현 오카야마시의 4개 행정구 중 하나이다. 시의 북서부에 위치하고 면적, 인구 모두 4구 중에서 최대이다.

## 지리

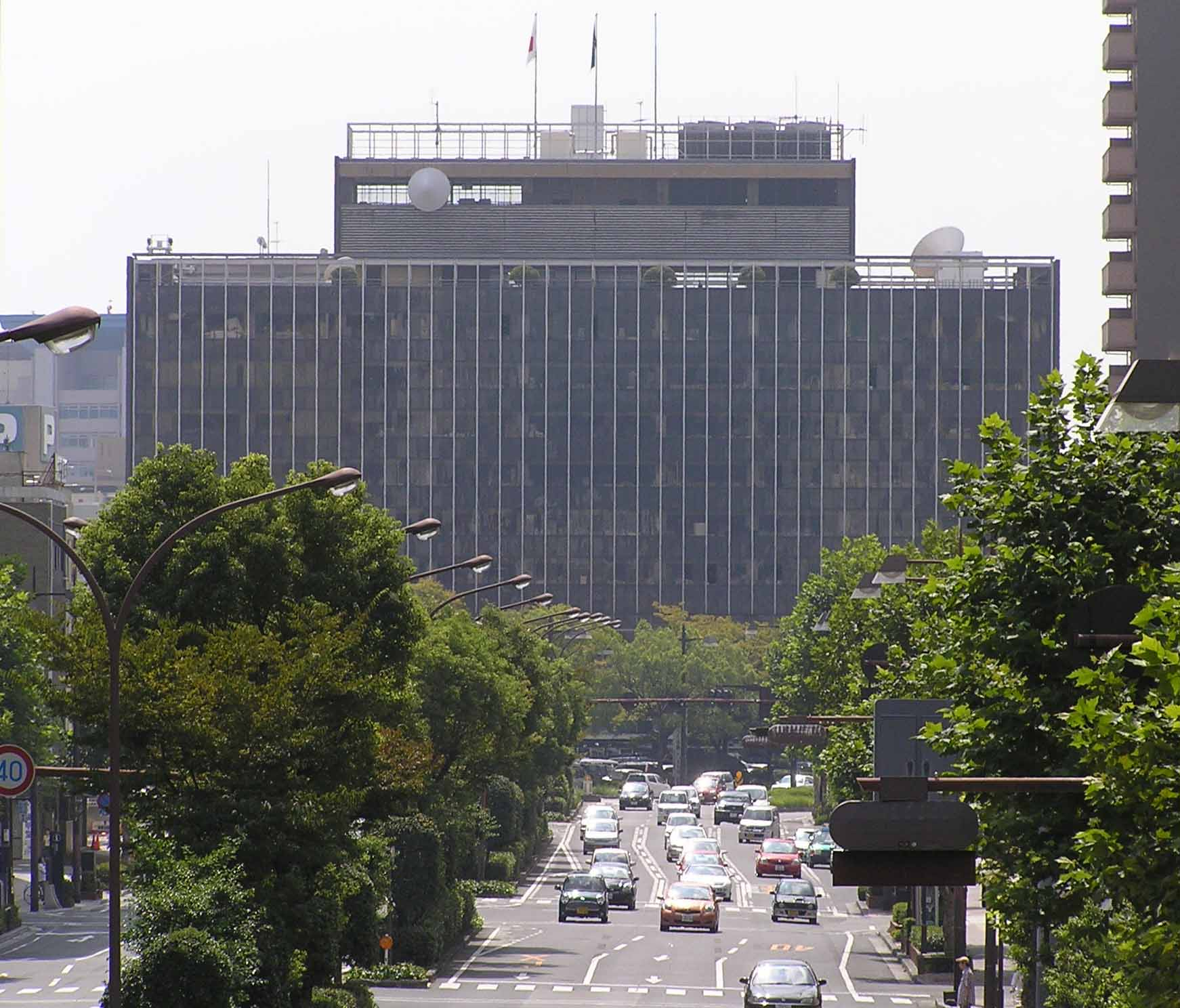
오카야마시청

기타구는 오카야마시 면적의 과반을 차지하여 정령지정도시의 행정구 중에서 시즈오카시 아오이구, 하마마쓰시 덴류구, 삿포로시 미나미구에 이어 4번째 크기이다.
북부는 구 미쓰군 미쓰정·다케베정에 해당하며 대개 산지가 계속되고 있다. 남부는 시내를 관류하는 아사히가와강에 의해서 형성된 평야부로 구성되어 있다. 기비노나카산 등 신록이 풍부한 낮은 산들이 남아 있으며 구릉부에서는 머스캇 오브 알렉산드리아나 시미즈 백도 등의 고급 과일 재배가 활발히 행해지고 있다.
한편 남동부에는 에도 시대에 오카야마번 이케다씨의 성시로 발전한 중심 시가지가 있다. 현재는 고층빌딩이 늘어서 있고 산요 신칸센과 산인 지방·시코쿠 지방에서 다수의 열차가 발착하는 서일본 여객철도 오카야마역을 포함하며 오카야마현청, 오카야마시청 등의 행정 기관, 오카야마현 내 최대의 상업지를 가지고 있어 오카야마현의 정치·경제 중심은 물론 주고쿠·시코쿠 지방의 거점 역할을 하고 있다.

## 역사
기타구 지역에는 야요이 시대의 주거와 논 흔적이 일본에서 처음으로 동시에 발견된 쓰시마 유적, 5세기경에 축조된 것으로 보이는 일본 4위 규모의 쓰쿠리야마 고분 등 귀중한 유적이 존재한다. 고대에는 강대한 세력을 갖고 있던 기비국의 중심이 있었다고 여겨지며 고대 말기부터 중세까지는 갓타 장원, 다이안지 장원 등의 장원들이 있었다.
나라 시대에는 기비국의 세력 약화로 현재의 기타구 지역은 비젠·빗추·미마사카 3개국으로 분할되었다. 센고쿠 시대에 비젠에서 우라카미 씨를 하극상한 우키타 나오이에가 세력을 확대해 1573년에 오카야마로 본거지를 옮겼다. 이후 오카야마는 정치, 경제, 문화의 거점이 되어 갔다.
원래는 빗추에서 세력을 갖고 있던 모리씨 산하에 있던 우키타씨는 오다씨와 하시바 히데요시의 힘을 알고 오다씨 산하로 들어갔다. 이렇게 해서 이곳은 오다씨와 빗추를 통치하는 모리씨의 충돌 지점이 되어 1582년 수공으로 유명한 빗추타카마쓰성 전투가 벌어졌다. 이후 나오이에의 아들 우키타 히데이에는 도요토미 정권하에서 고다이로의 한 명으로서 유력한 지위에 있었지만 1600년 세키가하라 전투에서 패배해 고바야카와 히데아키가 비젠 오카야마에 입봉했다. 히데아키는 1년 만에 후사 없이 병사해 대신해 이케다 다다쓰구가 입봉하였다. 이후 에도 시대에는 오카야마번 이케다씨 31만 석의 영지가 되었다. 1700년에는 일본 삼명원으로 유명한 고라쿠엔이 이케다 다다쓰구에 의해 축조되었다.
메이지 시대에 들어오면서 오카야마에 오카야마현의 현청이 두어졌고 산요 철도가 개통해 옛 오카야마 의과대학 등 교육기관도 설치되어 광역 거점 도시로서 발전을 이루었다. 1945년 6월 29일에는 미군의 공습을 받아 1,700명 이상의 시민이 희생되는 등 심한 피해를 받았다.
전후에는 순조롭게 발전해 1972년에는 산요 신칸센이 개업, 1988년에는 시코쿠와의 연락선인 세토 대교선이 개업해 이후 교통 요충지로서의 기능도 커지고 있다. 2009년 4월 1일에 오카야마시의 정령지정도시 지정과 함께 오카야마시 기타구가 되었다.

## 교육
- 오카야마 대학

## 교통

### 철도
- 서일본 여객철도
  - 산요 신칸센
  - 산요 본선
  - 우노선(세토 대교선)
  - 쓰야마선
  - 기비선

- 오카야마 전기궤도
  - 히가시야마 본선
  - 세이키바시선

### 도로
- 산요 자동차도
- 오카야마 자동차도(일본어판)
- 국도 제2호선
- 국도 제30호선
- 국도 제53호선
- 국도 제180호선
- 국도 제250호선 (일본)(일본어판)
- 국도 제429호선 (일본)(일본어판)

### 공항
- 오카야마 공항